# 塘子观
塘子观，又称餐霞观，是位于中国山东省青岛市崂山区王哥庄街道二龙山文笔峰西南麓的一处道教观宇，初创于宋代，明代重修，现为崂山区文物保护单位。

## 历史
塘子观在明代万历年间重修，清代光绪年间，道士吴介山再次修缮，改名餐霞观，民国初年恢复塘子观之名。观内原有正殿和东西两厢房等殿宇，正殿有三间，殿中供奉真武大帝塑像，1938年，东西两厢房被日军兵火所毁，1948年，主持道士郭明禄募款重建东西两厢并维修正殿。文革时，道观全部被毁。改革开放后，重建观内建筑。

## 传说
相传明朝灭亡后，崇祯帝两位妃嫔养艳姬与蔺婉玉在蔺婉玉叔父内侍太监蔺卿的保护下，到山东崂山出家为道。蔺婉玉是北京人，自幼善丝竹歌舞，被选入宫内任乐女，又为妃嫔。养艳姬，山西宁武关人，擅长吟诗、抚琴。二人精通音律琴法，能演奏笙、管、笛、古琴等。入百福庵后，除演奏道家传统的乐曲外，还创编了好多有价值的应风乐曲牌。顺治三年，养艳姬、蔺婉玉、蔺卿同回北京祭崇祯皇陵。返回崂山后，养、蔺二人作词谱曲，名曰《离恨天》。